# Quarterflash
A Quarterflash 1980-ban, Portlandben alakult amerikai rockegyüttes. Eredeti tagjai Orinda Sue "Rindy" Ross énekesnő és szaxofonos, valamint férje, Marv Ross gitáros, továbbá Jack Charles (gitár), Rick DiGiallonardo (billentyűs hangszerek), Rich Gooch (basszusgitár), és Brian David Willis (dobok). Az együttes legismertebb slágere az 1981-es "Harden My Heart" debütáló albumukról. 1985 és 1990 között munkásságuk szünetelt.

## Diszkográfia

### Stúdióalbumok
- Quarterflash (1981)
- Take Another Picture (1983)
- Back into Blue (1985)
- Girl in the Wind (1991)
- Goodbye Uncle Buzz (2008)
- Love Is a Road (2013)
- A Better World (2020)